# Nina Sinclair
Pour les articles homonymes, voir Sinclair.
Nina Sinclair (état-civil inconnu) est une actrice française, active de la fin des années 1930 et du début des années 1940.

## Biographie
On ne sait rien de Nina Sinclair pas même son véritable nom. On ignore également s'il existe un lien quelconque entre elle et son homonyme contemporaine, la comédienne et romancière Simone Peigniet dite Simone Sinclair, future épouse de l'auteur dramatique Jean de Létraz. 
Même si cette dernière hypothèse n'est pas à exclure, rien ne permet encore d'affirmer que Nina et Simone Sinclair sont une seule et même personne.
Commencée à un rythme soutenu (6 films pour la seule année 1938), sa carrière s'interrompit à peine un an plus tard avec la déclaration de guerre. Elle reprend doucement sous l'Occupation mais ne réussira pas à redécoller après la Libération.

## Filmographie
- 1938 : L'Innocent de Maurice Cammage : l'indicatrice
- 1938 : Prison sans barreaux de Léonide Moguy[4]
- 1938 : Trois Artilleurs en vadrouille de René Pujol
- 1938 : Le Cœur ébloui de Jean Vallée
- 1938 : Entrée des artistes de Marc Allégret : Gisèle, une élève du Conservatoire[5]
- 1938 : Je chante de Christian Stengel : Nicole, une élève du pensionnat[6],[7]
- 1938 : Prisonnier du Ciel de René Sti, scénario de Jean-Michel Renaitour[8], dialogues de Fernand Crommelynck (film inachevé[9])
- 1939 : Le monde tremblera / La Révolte des vivants de Richard Pottier
- 1940 : Menaces d'Edmond T. Gréville : la jeune première
- 1940 : Le Café du port de Jean Choux
- 1940 : Sixième étage de Maurice Cloche : Jeanne[10],[11]
- 1941 : Le Duel de Pierre Fresnay : l'infirmière[12]
- 1941 : Péchés de jeunesse de Maurice Tourneur : Adèle, la serveuse
- 1942 : Mam'zelle Bonaparte, de Maurice Tourneur : Augustine[13]
- 1945 : Vingt-quatre Heures de perm' de Maurice Cloche.

## Théâtre
- 1939 : Chaos, pièce de Florian Strauss, au théâtre de l'Œuvre (12 septembre).